# Édouard Ignace
Édouard Ignace  est un homme politique français, né le 4 janvier 1862 à Baccarat (Meurthe) et mort le 23 juillet 1924 à Paris.
- Chef de cabinet d'Édouard Lockroy au ministère de la Marine en 1895 (cabinet Léon Bourgeois), 1898 (cabinet Brisson) et 1899 (cabinet Dupuy).
- Député de la Seine de 1914 à 1924
- Sous-secrétaire d'État à la Justice militaire du 17 novembre 1917 au 20 janvier 1920 dans le gouvernement Georges Clemenceau (2)

Ami fidèle de Clemenceau, celui-ci disait : « Il est indispensable, je pète et c'est Ignace qui pue. » Par ailleurs, Ignace fut fréquemment attaqué par la presse antisémite.

## Jeunesse
Édouard Ignace appartient à une vieille famille lorraine. Il est le fils de Salomon Ignace (1828-1898) et de Sara Zoé Halphen (1831-1902). Son père, notaire à Metz avant la guerre de 1870[réf. nécessaire], a été contraint de résigner ses fonctions lors de l'annexion pour réserver à son fils et à lui-même la qualité de Français.
Il a un frère, Paul Ignace (1864-1914), et une sœur Marguerite Louise Ignace (1869-c 1930).

## Député de la Seine (1914 - 1924)
Au terme de ses études de droit, Édouard Ignace s'inscrivit en 1882 au barreau de Paris. Mais déjà le virus de la politique s'était emparé de lui : activement mêlé aux crises qui secouaient le régime, il devint en 1889 l'ami, le confident et le collaborateur direct d’Édouard Lockroy et fut son chef de cabinet au ministère de la Marine en 1895 (cabinet Léon Bourgeois), 1898 (cabinet Brisson) et 1899 (cabinet Dupuy).
Le 31 mai 1905, il devient l'un des six vice-présidents du comité exécutif du Parti républicain, radical et radical-socialiste.
Aux élections législatives de 1910, Lockroy ayant décidé de ne plus se représenter, Ignace essaya de lui succéder dans la 2e circonscription du 11e arrondissement de Paris, mais cette tentative se solda par un échec. Les élections de 1914 lui permirent de prendre sa revanche. Candidat de l'union républicaine socialiste, patronné par le comité Lockroy, il l'emporta non sans mal : distancé au premier tour de scrutin par le député sortant, Lavaud, il obtint au second tour 6 507 suffrages sur 13 290 votants, contre 6 482 à son adversaire.
Inscrit au groupe des républicains de gauche, Édouard Ignace que son passé politique avait déjà rompu à la vie parlementaire, joua d'emblée à la Chambre un rôle important. Membre de la commission de la marine de guerre, de la commission de législation civile et criminelle, il fut l'auteur et le rapporteur de textes importants, relatifs au problème des loyers. Il s'attacha aussi à assurer l'égalité absolue des Français au regard du devoir militaire. Il fit voter l'amendement qui retirait aux « engagés spéciaux» le privilège d'échapper aux visites de récupération pour le service actif. Mais il était surtout préoccupé par les dangers du défaitisme et de la trahison.

## Cabinet Clemenceau (1917-1920)
Dans ces heures tragiques où les plus invraisemblables soupçons se mêlaient aux plus légitimes défiances, il fut successivement membre de la commission supérieure des étrangers puis sous-secrétaire d’État à la justice militaire.
Ce dernier poste auquel Georges Clemenceau l'avait appelé le 22 novembre 1917 lui permit d'exercer jusqu'à la fin des hostilités un véritable ministère de la sûreté publique. On le trouve ainsi associé à la mise au point de dispositions d'exception et à l'ouverture de procès retentissants pour crimes d'intelligences avec l'ennemi ou de défaitisme. Il semblait que cette fonction avait été créée pour lui. Aussi bien fut-il le seul à l'exercer. Le sous-secrétariat d’État à la Justice militaire fut fondé à son intention. Il disparut avec le cabinet Clemenceau.
La sombre ardeur de son patriotisme, le zèle et l'énergie qu'il déploya en ces occasions firent alors l'objet de jugements passionnés et contradictoires. C'est lui qui fit arrêter et conduisit les procès de M. Caillaux, M. Malvy, M. Paul Meunier. Il s'occupa également des affaires Bolo, du journal Bonnet Rouge, Mata Hari.
Aux élections législatives de 1919, Édouard Ignace se représenta dans la 2e circonscription de la Seine sur la liste d'union républicaine, nationale et sociale, emmenée par Alexandre Millerand. Il fut élu en compagnie de sept de ses colistiers, dont Maurice Barrés, la liste socialiste unifiée conduite par Paul-Boncour, Dormoy et Blum, n'obtenant que trois sièges.
Membre de la commission de l'armée et président pendant plus de quatre ans de la commission de législation civile et criminelle, Édouard Ignace se signala par ses interventions nettes, précises, remarquables de compétence et de sobriété, sur un grand nombre de dispositions relevant de la commission qu'il présidait : textes sur les rapports entre propriétaires et locataires, sur les hausses de prix illicites, sur l'amnistie, sur la répression de la provocation à l'avortement et de la propagande anticonceptionnelle. Ceux-là mêmes qui furent ses adversaires les plus déterminés durent reconnaître le courage avec lequel il sut toujours assurer la responsabilité de ses convictions.
En 1924, Édouard Ignace fut réélu dans la même circonscription qu'en 1919, au sein de la liste d'union républicaine sociale et nationale conduite par Henry Paté. Cette liste d'union enlevait alors six des onze sièges à pourvoir, trois sièges revenant à la liste du cartel des gauches emmenée par Léon Blum et deux sièges à la liste du bloc ouvrier-paysan.
Atteint par la maladie, Édouard Ignace ne put participer aux travaux de la nouvelle Chambre et il s'éteignit le 23 juillet 1924. Il était âgé de 62 ans. Il est inhumé le 25 juillet 1924 au cimetière de Montmartre 3e division.

## Anecdotes
"Bien peu de gens savent dans quelles conditions M. Clemenceau offrit à M. Édouard Ignace, le 20 novembre 1917, le sous secrétariat d’État à la Justice militaire. Le député de Paris menait depuis quelques mois, à la commission extra-parlementaire chargée de régler les conditions de séjours des étrangers en France, une vigoureuse campagne contre les facilités laissées à l'espionnage, quand le Tigre, qui constituait son ministère, le fit appeler rue Franklin.
— J'aurais besoin de vous pour une rude besogne, lui dit-il. Il faut saisir à la gorge le défaitisme et la trahison qui ont mis le pays en danger. Si vous n'avez pas peur nous nous y mettrons tous les deux. Mais je vous préviens, Ignace, si nous ne réussissons pas, nous serons fusillés tous les deux ! C'est notre peau que nous allons jouer !
Avec un regard qui lançait des flammes, M. Édouard Ignace répondit à M. Clemenceau :
— Vous aviez déjà mon affection et mon respect. Si vous voulez ma peau, je vous la donne..."
Paru dans le Journal La Provence en juillet 1924.

## Sources
- « Édouard Ignace », dans le Dictionnaire des parlementaires français (1889-1940), sous la direction de Jean Jolly, PUF, 1960 [détail de l’édition]